# 玉蓮寺
玉蓮寺（ぎょくれんじ）は、埼玉県本庄市児玉町にある日蓮宗の寺院。山号は東光山。旧本山は身延山久遠寺、小西法縁。門前には日蓮聖人御足洗の井戸がある。

## 歴史
- 弘安4年（1281年）、児玉六朗時国が自邸に建立した持仏堂が起源。

## 境内
- 釈迦一尊種子板碑　嘉元2年（1304年）、本庄市指定文化財[2]。
- 玉蓮寺板碑　元徳2年（1330年）銘
  - この他多数の古い碑がある。

## 参考資料
- 日蓮宗寺院大鑑編集委員会『宗祖第七百遠忌記念出版 日蓮宗寺院大鑑』大本山池上本門寺 (1981年)
- 市川智康『日蓮聖人の歩まれた道』水書房
- 『本朝高祖年譜』
- 「児玉町 玉蓮寺」『新編武蔵風土記稿』 巻ノ241児玉郡ノ4、内務省地理局、1884年6月。NDLJP:764012/52。
- “市指定文化財（有形文化財）”. 本庄市. 2021年3月16日閲覧。